# Ninja Wars
Ninja Wars (оригинальное название — Pockie Ninja) — браузерная онлайн-игра (BBMMORPG) в стиле аниме, распространяемая по модели free-to-play. Разработчиком является компания Dream Network. На территории СНГ и в России игра издана компанией iPoint. Позволяет путешествовать по игровому миру аниме за ниндзя. Релиз игры состоялся 1 июня 2012 года.